# Orljavac
Orljavac este o arie protejată (sit de importanță comunitară — SCI) din Croația întinsă pe o suprafață de 400,82 ha, integral pe uscat.

## Localizare
Centrul sitului Orljavac este situat la coordonatele 45°24′55″N 17°30′34″E / 45.415381°N 17.50938°E.

## Înființare
Situl Orljavac a fost declarat sit de importanță comunitară în iulie 2013 pentru a proteja 3 specii de animale.

## Biodiversitate
Situată în ecoregiunea continentală, aria protejată nu include niciun habitat protejat.
La baza desemnării sitului se află mai multe specii protejate de  nevertebrate (3): fluturele auriu (Euphydryas aurinia), Euplagia quadripunctaria, fluturele purpuriu (Lycaena dispar).